# Chrysolaena platensis
Chrysolaena platensis là một loài thực vật có hoa trong họ Cúc. Loài này được (Spreng.) H.Rob. mô tả khoa học đầu tiên năm 1988.